# Narrative Psychologie
Narrative Psychologie beschreibt, in welcher Weise Erzählungen und Geschichten genutzt werden, um das Leben zu beschreiben, zu verstehen, zu erklären und zu verändern. Dabei geht es um Sinngebung bzw. Sinnfindung für den Einzelnen, in Beziehungen, Gruppen und größeren Zusammenhängen. Narrative Psychologie ist ein methodischer Ansatz der Psychologie, der sich auf die Erzähltheorie bezieht und sich auf die geisteswissenschaftlichen Wurzeln der Psychologie stützt.
Die Narrative Therapie nutzt die Erkenntnisse und Methoden der Narrativen Psychologie, um den Klienten zu helfen, durch das Erzählen ihrer Geschichte ihr Leben besser zu verstehen, und durch Erzählen einer neuen, anderen Geschichte über sich selbst das Leben zu verändern. In der Narrativen Therapie mit Paaren lernen die Partner die Geschichte des jeweils anderen zu verstehen, und miteinander eine gemeinsame Paar-Geschichte zu erfinden.

## Theoretischer Rahmen
Narrative Psychologie geht davon aus, dass Menschen ihrem Leben Sinn und Bedeutung verleihen, indem sie Erlebnisse in Form von Geschichten und Erzählungen wiedergeben. Einzelne Lebensereignisse werden so nicht – etwa wie von selbst – miteinander verbunden betrachtet: Verbindungen und Plausibilität werden vielmehr erst im Prozess der Narrativierung vom Subjekt geschaffen. Ausgangspunkt für eine Erzählung sind weder die Fakten noch der Glaube daran, dass es wirklich so war, sondern die aktuelle Präsenz des erzählenden Subjektes in Raum und Zeit.
Erzählungen sind sodann nicht das Ergebnis einer wie auch immer gearteten Vergangenheit, sondern der Versuch des Erzählers, aus der Perspektive des hier und jetzt eine – für den Zuhörer und sich selbst – kohärente Geschichte zu formulieren. Erzählt wird dabei in drei Formen der Zeit: Das jeweilige Ereignis stammt aus der Vergangenheit, es wird mit aktuellen Zuständen der Gegenwart verknüpft und in einer Antizipation zur Zukunft gesehen. Ein besonderes Interesse innerhalb der Narrativen Psychologie gilt dabei den Erzählungen einer Person über sich selbst, also ihrer Konstruktion des Selbst und der eigenen Identität.

## Herausbildung
Die Narrative Psychologie hat sich in den frühen 1980er Jahren aus der Kritik an der klassischen Psychologie entwickelt. Ähnlich wie bei der Wende vom Behaviorismus zum Kognitivismus spielte die Kritik an der Eindimensionalität und Beschränktheit psychologischer Ansätze eine große Rolle. Im Wesentlichen warf man der klassischen, zumeist naturwissenschaftlich geprägten Psychologie vor, sich zwar mit der kognitiven Leistungsfähigkeit des Menschen zu befassen, nicht aber mit der viel wichtigeren Konstruktion von Sinn und Bedeutung.
Ansätze Narrativer Psychologie unterscheiden sich vom Fachgebiet der Narratologie. Narratologen stützen sich in ihrer Arbeit im Allgemeinen auf den linguistischen Strukturalismus, während narrative Psychologen sich von postmodernen bzw. poststrukturalistischen Ansätzen leiten lassen.
Narrative Psychologie kann so als Reaktion der Psychologie auf den linguistic turn (linguistische Wende) in den Sozialwissenschaften bzw. auf das Aufkommen postmoderner Theorien in der Philosophie verstanden werden. Eine entscheidende Rolle hierbei spielten die Entwicklungen im Poststrukturalismus und die damit verbundene Kritik an der klassischen Erkenntnislehre. Statt zu glauben, dass es für die Wissenschaft möglich ist, unabhängig von den subjektiven Überzeugungen und Einstellungen der Forscher nur unter Anwendung der richtigen Methode zu Aussagen zu kommen, die sich der Wahrheit immer weiter annähern, geht die postmoderne Theorie davon aus, dass jedes Verstehen eine Konstruktion unseres Geistes darstellt, die, bedingt durch äußere Einflüsse, ständigen Veränderungen unterworfen ist.
Viele Wissenschaftler verstehen Narrative Psychologie nicht unbedingt als eine Neuschöpfung, sondern vielmehr als das Wiederaufnehmen von durch das Hinwenden zu naturwissenschaftlichen Ansätzen in den Hintergrund gedrängten Ansätzen. Und tatsächlich ist das mit narrativen Ansätzen verbundene Interesse an Geschichten, also daran, wie Menschen ihr Leben erzählen und dadurch subjektive Bedeutungskonstruktionen schaffen, nicht neu. Eines der berühmtesten Beispiele des Befassens mit Geschichten innerhalb der Psychologie sind wohl ohne Zweifel Sigmund Freuds Fallstudien. Auch Gordon Allport in den 1960er und Henry Murray in den 1930er Jahren befassten sich bereits mit Erzählungen individueller Lebensläufe.
Angestoßen durch den postmodernen Zweifel an der Fähigkeit positivistischer Wissenschaft, gesellschaftliche Probleme zu lösen, lassen sich Entwicklungen in verschiedensten Bereichen der Psychologie aufzeigen, die schließlich zur Ausbildung einer sich auf Narrationen konzentrierenden Psychologie führen. So etwa im Bereich der psychoanalytischen Theorie mit den Arbeiten Roy Schafers, in der Persönlichkeitspsychologie verbunden mit dem Namen Dan McAdams, in der Kognitionspsychologie und den Arbeiten Jerome Bruners, sowie in der philosophischen Grundlagenreflexion beherrscht durch die Arbeiten zum sozialen Konstruktionismus von Kenneth Gergen. Der Anfang dieser Bewegung wird häufig mit der Publikation einer Aufsatzsammlung, herausgegeben und eingeleitet von Theodore Sarbin, mit dem Titel Narrative Psychology - The Storied Nature of Human Conduct verbunden. Zum ersten Mal wurden dort Psychologen aus völlig unterschiedlichen Arbeitsgebieten zusammengebracht, um ihre jeweilige Spezifizierung unter narrativen Gesichtspunkten zu beleuchten.

## Entwicklung
Das Feld der Narrativen Psychologie hat sich in den Jahren seit Erscheinen der Aufsatzsammlung Sarbins extrem weiterentwickelt und vergrößert. Dennoch lässt sich sagen, dass die allermeisten Wissenschaftler, die sich der narrativen Perspektive zugehörig fühlen, in der konstruktivistischen Auffassung übereinstimmen, dass die Narration das primäre strukturierende Schema ist, durch das Personen ihre Identität und ihr Verhältnis zur Umwelt definieren und mit Sinn und Bedeutung füllen.
Personen, die in ihrem Lebenslauf ein kritisches Lebensereignis oder ein Trauma erlitten haben, sind dadurch oft in ihrem Identitätserleben beeinträchtigt; ebenso Personen mit schwerwiegenden altersbedingten Einbußen. Mit einem angeleiteten Lebensrückblick oder einer Lebensrückblickstherapie kann die Person ein kohärentes Narrativ ihrer Lebensgeschichte erreichen und ihre Identität festigen (siehe Maercker & Forstmeier).

## Selbstwahrnehmung
In zwei psychologischen Experimenten wurde der Einfluss von Erzählungen auf die Selbstwahrnehmung von Rezipienten untersucht. Dabei wurden zum einen Assimilationseffekte (z. B. Veränderungen in der Selbstwahrnehmung im Einklang mit den Merkmalen eines Protagonisten) sowie Kontrasteffekte (z. B. Veränderungen in der Selbstwahrnehmung entgegen der Merkmale eines Protagonisten) betrachtet. Es wurden jeweils sowohl die kritische Auseinandersetzung mit der Geschichte, erfasst über den Grad am Vorbringen von Gegenargumenten, als auch das Ausmaß an Transportation (Transportation-Theorie) gemessen.
Im ersten Experiment wurde die implizite und explizite Gewissenhaftigkeit der Probanden erfasst, nachdem diese eine Geschichte über einen fleißigen oder einen nachlässigen Studenten gelesen hatten. Eine Moderatoranalyse ergab, dass Personen mit hohen Transportation-Werten sowie Probanden, die unkritischer gegenüber der Geschichte eingestellt waren, eher dazu neigten, die dargestellten Eigenschaften des Protagonisten als die eigenen wahrzunehmen. Im Gegensatz dazu wiesen Probanden mit niedrigeren Transportation-Werten und einer kritischeren Einstellung gegenüber der Geschichte Kontrasteffekte auf. Im zweiten Experiment wurde die Stärke der Transportation sowie das Ausmaß an generierten Gegenargumenten manipuliert. Hier konnte kein Einfluss auf die selbsteingeschätzte Gewissenhaftigkeit der Probanden gefunden werden. Eine Meta-Analyse, in der die Ergebnisse beider Experimente einflossen, konnte insgesamt signifikante positive Zusammenhänge zwischen dem Grad an Transportation und Gegenargumenten einerseits und geschichtenkonsistenter, selbstberichteter Gewissenhaftigkeit andererseits aufzeigen.